# Znowu w Brideshead
Znowu w Brideshead (ang. Brideshead Revisited, The Sacred & Profane Memories of Captain Charles Ryder) – powieść społeczno-obyczajowa z 1945 brytyjskiego autora Evelyna Waugh. 
Książkę w Polsce wydał po raz pierwszy Instytut Wydawniczy „Pax” w 1970 w tłumaczeniu Ireny Doleżal-Nowickiej pod tytułem Znowu w Brideshead. Potem była wznawiana także pod tytułem Powrót do Brideshead, z podtytułem: Bogobojne i bluźniercze wspomnienia kapitana Karola Rydera.
W 1998 wydawnictwo Modern Library umieściło powieść na 80. miejscu na liście 100 najlepszych powieści anglojęzycznych XX wieku. W 2003 r. powieść zajęła 45. miejsce na liście The Big Read 200 największych powieści brytyjskich w ankiecie stacji BBC. Magazyn Time zaliczył powieść do 100 najlepszych aglojęzycznych powieści lat 1923–2005. W 2009 r. Magazyn Newsweek wymienił ją jako jedną ze 100 najlepszych książek literatury światowej.

## Treść
Lata 20. XX wieku. Charles Ryder przybywa na studia na Uniwersytet Oksfordzki. Poznaje tam ekstrawaganckiego lorda Sebastiana Flyte, który nie ukrywa swojej homoseksualności. Flyte zakochuje się w Ryderze i zabiera go do rodzinnej posiadłości Brideshead, gdzie młodzieniec poznaje katolicką rodzinę lorda. Ryder czuje do Sebastiana wyłącznie przyjaźń, ale za to obdarza uczuciem jego siostrę, lady Julię Flyte. Książka jest nostalgicznym wspomnieniem Anglii lat 20. XX w., studenckich przyjaźni i miłości, a głównie dworu w Brideshead, który z perspektywy wojny wydaje się bohaterowi ideałem. 

## Adaptacje
Książka była dwukrotnie ekranizowana. W 1981 stacja Granada Television zrealizowała 11-odcinkowy serial telewizyjny pt. Brideshead Revisited wyemitowany na antenie ITV, w reżyserii Charlesa Sturridge i Michaela Lindsay-Hogga wg scenariusza Johna Mortimera, producentem był Derek Granger. W obsadzie znaleźli się m.in.: Jeremy Irons, Anthony Andrews, Diana Quick, Roger Milner, Claire Bloom, Laurence Olivier i John Gielgud. 
W 2008 Julian Jarrold wyreżyserował film fabularny Powrót do Brideshead. W rolach głównych wystąpili m.in.: Matthew Goode, Ben Whishaw, Hayley Atwell, Emma Thompson, Michael Gambon i Greta Scacchi.